# Kárpát Expressz
A Kárpát Expressz a Duna Televízió (eredetileg a Magyar Televízió) Kárpát medencei magazinműsora. A műsor a határon túl élő magyarokkal foglalkozó közszolgálati tájékoztató műsor.